# فيكتوريا أفينتي
فيكتوريا أفينتي هي كيميائية حاسوبية تركية. أفينتي هي أستاذة فخرية بجامعة بوغازجي. تشمل اهتماماتها البحثية الكيمياء الحاسوبية والنمذجة الجزيئية. أكملت أفينتي درجة البكالوريوس عام (1973)، ودرجة الماجيستير (1977)، والدكتوراه (1983) في الكيمياء من جامعة بوغازجي.